# Saint-Jal
Saint-Jal is een gemeente in het Franse departement Corrèze (regio Nouvelle-Aquitaine) en telt 597 inwoners (1999). De plaats maakt deel uit van het arrondissement Tulle.

## Geografie
De oppervlakte van Saint-Jal bedraagt 26,8 km², de bevolkingsdichtheid is 22,3 inwoners per km².
De onderstaande kaart toont de ligging van Saint-Jal met de belangrijkste infrastructuur en aangrenzende gemeenten.

## Demografie
Onderstaande figuur toont het verloop van het inwonertal (bron: INSEE-tellingen).